# Fala tardia
Conversadores tardios são pessoas excepcionalmente brilhantes que sofrem de um atraso no desenvolvimento da fala. Comumente incluem meninos, retardo do desenvolvimento da fala e linguagem, pais altamente educados, famílias musicalmente talentoso, habilidades com quebra-cabeças e atraso de desenvolvimento social. Os conversadores tardios muitas vezes pode ser diagnosticada como tendo autismo. Muitos de alta alcançar o final de locutores eram notoriamente obstinados e incompatíveis como crianças. Uma diferença importante entre os conversadores tardios e crianças autistas é que para os conversadores tardios a habilidade de comunicação, naturalmente, chega a um nível normal e a criança não requer mais de um tratamento especial. A perspectiva,  com ou sem a intervenção, é geralmente favorável.
Darold Treffert tem recomendado que os atrasos de fala de crianças que precisam de muito cuidado profissional de avaliação para diferenciar entre as características dos conversadores tardios  e autismo.
Os conversadores tardios  também são descritos como tendo síndrome de Einstein, um termo cunhado pelo economista Thomas Sowell. O termo é chamado depois de Albert Einstein, a quem Sowell usado como seu principal exemplo de conversador tardio  em seu trabalho. Sowell também incluiu Edward Teller, Srinivasa Ramanujan, o matemático, Julia Robinson, Richard Feynman, e a pianista Clara Schumann e Arthur Rubinstein ser no final da década de locutores grupo.
Como uma criança, o cientista John Clive Ward mostrou traços comportamentais semelhantes aos descritos por Sowell, de acordo com um breve resumo de sua biografia.
Sowell alegou que conversadores tardios muitas vezes são erroneamente classificados como tendo um transtorno do espectro do autismo (ASD), e que um pequeno subgrupo dos conversadores tardios  são, na verdade, crianças altamente inteligente com características comuns concentradas na música, memória, matemática ou ciências.